# Lobelia speciosa
Lobelia speciosa är en klockväxtart som beskrevs av Robert Sweet. Lobelia speciosa ingår i släktet lobelior, och familjen klockväxter. Inga underarter finns listade i Catalogue of Life.